# Ченате Сопра
Ченате Сопра (итал. Cenate Sopra) је насеље у Италији у округу Бергамо, региону Ломбардија.
Према процени из 2011. у насељу је живело 2082 становника. Насеље се налази на надморској висини од 343 м.

## Становништво
Према резултатима пописа становништва 2011. у општини је живело 2.505 становника.
| 1936. | 1951. | 1961. | 1971. | 1981. | 1991. | 2001. | 2011. |
| ----- | ----- | ----- | ----- | ----- | ----- | ----- | ----- |
| 1.468 | 1.436 | 1.220 | 1.205 | 1.396 | 1.639 | 2.082 | 2.505 |